# Метро, Альфред
Альфред Метро (фр. Alfred Métraux; 5 ноября 1902[…], Лозанна — 11 апреля 1963, Шеврёз или Париж) — швейцарский антрополог, этнолог и гуманитарный деятель.

## Биография
Родился в Лозанне. Его отец был хирургом, а мать грузинкой из Тбилиси. Большую часть детства провёл в Аргентине. Получил образование в Европе (Швейцария, Франция, Швеция). Исследовал культуру индейцев Южной Америки (инков и жителей Гран-Чако) и гаитянскую традицию вуду. Внёс существенный вклад в дело ЮНЕСКО в первые годы существования этой организации. Покончил с собой в 30 км от Парижа, приняв барбитураты. Тело было найдено 20 апреля 1963 года.

## Личная жизнь
Был трижды женат, причём все жёны имели отношение к науке. Одной из них была Рода Метро.

## Избранная библиография
Альфред Метро публиковал более двухсот научных работ, среди которых:
- La civilisation matérielle des tribus Tupi-Guarani. Paris: Paul Geuthner 1928.
- Ethnologie de l'île de Pâques, 1935, überarbeitete Neuausgabe: L' Ile de Pâques. Paris 1965. Taschenbuchausgabe, Paris: Gallimard 1980 (Collection TEL), ISBN 9782070287512, dt. zuletzt: Die Osterinsel, Frankfurt/Main: Edition Qumran im Campus-Verlag 1989.
- Mythes et contes des Indiens Matako, 1939.
- Le vaudou haïtien, Paris: Gallimard 1958, dt. Voodoo in Haiti, Gifkendorf : Merlin 1994.
- Les Incas. Paris, Le Seuil 1962.
- Religions et magies indiennes d'Amérique du sud. Paris: Gallimard, 1967, dt. Kult und Magie der Indianer Südamerikas. Magier und Missionare am Amazonas. Gifkendorf : Merlin 2001.
- Les Indiens de l'Amérique du Sud. Paris: A.-M. Métailié 1982. ISBN 2864240114.
- (mit Pierre Verger): Le Pied à l'étrier - Correspondance 1946-1963. Paris: Jean-Michel Place 1997.